# Isabellapluimbroekje
Het isabellapluimbroekje (Eriocnemis isabellae) is een endemische vogelsoort uit de familie Trochilidae (kolibries) die alleen in bergbossen van Colombia voorkomt. De vogel is pas in 2006 ontdekt en in 2007 beschreven. De naam is ontleend aan de met witte donsveertjes bevederde pootjes.

## Herkenning
De vogel is 8 tot 9 cm lang en weegt 4,5 g. Het is een relatief klein soort pluimbroekje. Het mannetje is van boven olijfkleurig groen met een gouden glans en een donkere, staalblauwe staart die licht gevorkt is. Van onder is het mannetje paarsblauw in het midden, naar de flanken toe groen, terwijl de buik zwart is met een zijde-achtige glans wat sterk contrasteert met het witte "donsbroekje", de donsveertjes van de poten. Het vrouwtje is lichter en meer bronskleurig groen. De soort lijkt sterk op het zwartborstpluimbroekje (E. nigrivestis) maar het mannetje van het isabellapluimbroekje heeft een duidelijk tweekleurige (paars en groen) vlek op de keel.

## Verspreiding en leefgebied
Deze soort is endemisch in zuidwestelijk Colombia. Het leefgebied bestaat uit montaan eikenbos (Quercus humboldtii) op 2600 tot 2900 m boven de zeespiegel, in berggebieden met steile hellingen.

## Status
De soort is pas in 2006 ontdekt en alleen bekend uit een gebied van minder dan 10 km². Dit leefgebied wordt bedreigd door de omzetting van natuurlijk bos in akkerland (vooral coca). Een nog bestaande populatie zal uit hoogstens enkele vogels bestaan. Om deze redenen staat het isabellapluimbroekje als ernstig bedreigd (kritiek) op de Rode Lijst van de IUCN.